# Kabelschuh
Kabelschuhe ermöglichen in der Elektroinstallationstechnik ein elektrisches Verbinden von Leitungen oder Litzen durch Schrauben (Ring, Gabel), Stecken (Flachsteckverbinder) oder Buchsenklemmen (Stiftkabelschuhe) als Alternative zur Befestigung von Leitungen in Klemmen mittels  Aderendhülsen.
Massive Leiter können alternativ auch durch das Biegen des Drahtes zu einer Öse direkt angeschraubt werden. Für die Schraubbefestigung von Litzenleitungen gibt es auch Crimpringe, in die die Litze ringförmig eingelegt ist. Ebenfalls dafür verwendbare Lötösen werden nicht als Kabelschuhe bezeichnet.
Als Ring oder Gabel ausgebildete Kabelschuhe dienen der Kontaktierung mit einer Schraube.

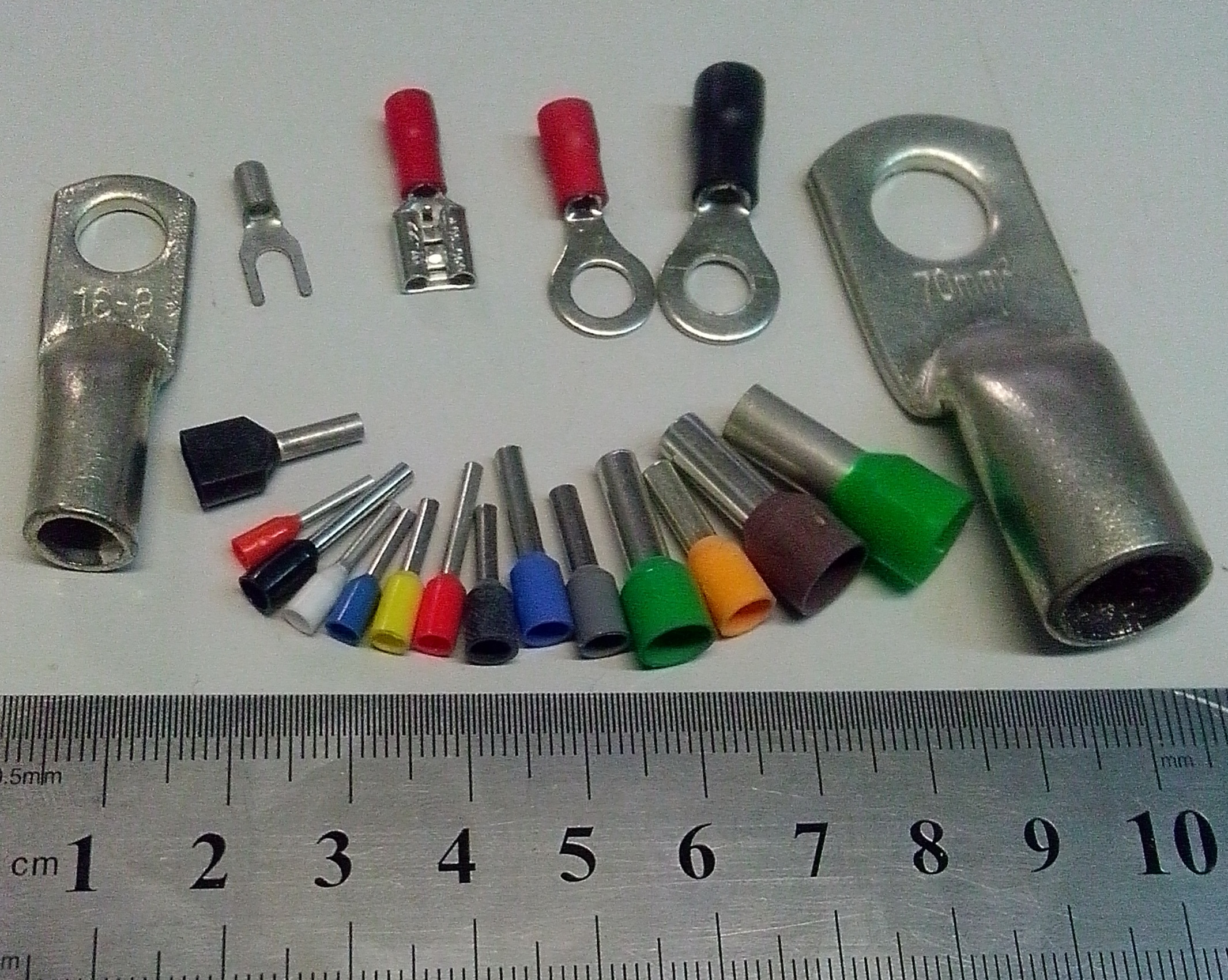
Verschiedene Kabelschuhtypen und Aderendhülsen

## Arten

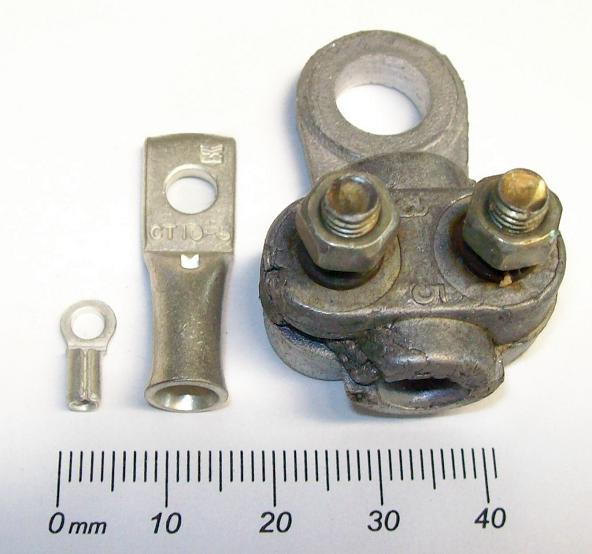
Kabelschuhe zum Pressen (links für 22 bis 16 AWG, daneben für 10 mm^{2}), rechts zum Schrauben für 35 mm^{2} Leiterquerschnitt

Im Wesentlichen werden drei Bauformen von Kabelschuhen unterschieden. Neben den Typen mit geschraubter Hülse sind dies:

### Crimpkabelschuhe
Bei Crimpkabelschuhen wird die Leiteraufnahme von einem Blech gebildet, das seitlich nach oben gebogen ist. Beim Crimpen wird dieser Bereich samt Leiterende in eine Crimpzange oder -maschine eingelegt. Diese biegt die Blechlaschen nach innen und unten auf das Leiterende, so dass sich ein nierenförmiger Querschnitt ergibt.
Oft sind zwei weitere Blechlaschen am Ende der Leiterisolierung vorhanden, damit sich dort auf die gleiche Weise eine Zugentlastung und ein Knickschutz herstellen lassen. Beide Crimp-Arbeitsgänge können entweder getrennt (Crimpzange mit nebeneinanderliegenden Gesenken) oder gleichzeitig ausgeführt werden. Im Crimpwerkzeug sind die Gesenke für beide Crimpungen hintereinander angeordnet.
Bei isolierten Crimpkabelschuhen liegt dieser Bereich unter einer Isolierstoff-Hülse, durch die die Presskraft wirkt. Beim Crimpen wird gleichzeitig das verlängerte Ende dieser Isolierstoffhülse um den isolierten Bereich der Leitung gepresst, so dass sich ein Knickschutz bildet. Die Isolierstoffhülse isolierter Kabelschuhe besitzt eine den Querschnitt kennzeichnende Farbe.
Farben nach DIN 46245:
- Rot für Querschnitte von 0,5 bis 1 mm2[1]
- Blau für Querschnitte von 1,5 bis 2,5 mm2[1]
- Gelb für Querschnitte von über 4 bis 6 mm2[1]

### Presskabelschuhe

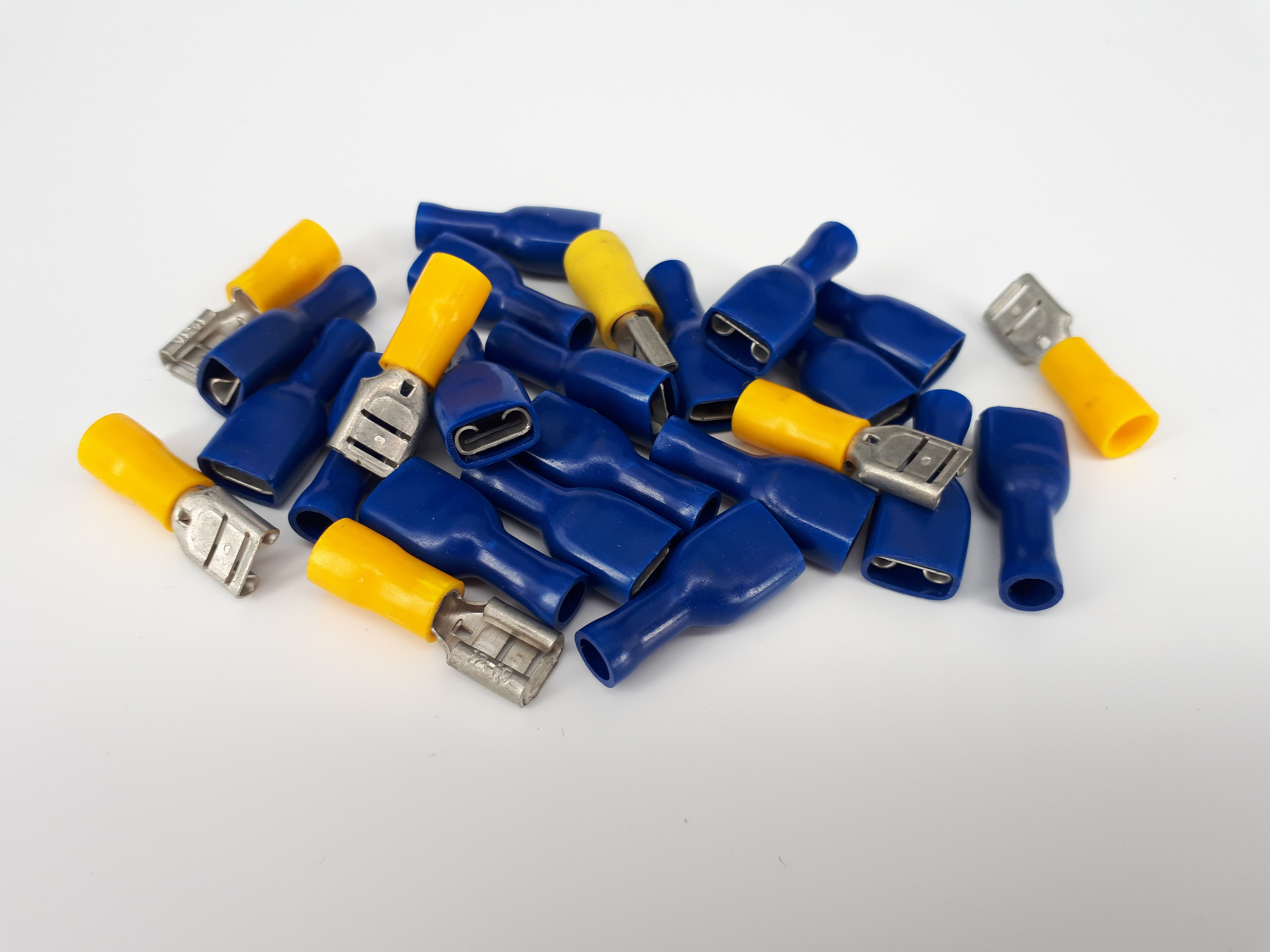
Verschiedene Steckkabelschuhe in Halb- und Vollisolierung (Faston)

Presskabelschuhe besitzen eine dickere, beim Rohrkabelschuh geschlossene, hülsenförmige Leiteraufnahme, die mit einer Presszange verformt wird, so dass sich ein Kraft- und Formschluss mit dem Leiter bildet. Es gibt unterschiedliche Presszangen für bestimmte Querschnittsbereiche, da der Querschnitt der Hülse  mit demjenigen des Leiters übereinstimmen muss und verschiedene Formen (sechseckiger Querschnitt oder ein bis zwei stumpfe Dorne, die die Hülse in der Mitte kegelartig auf den Leiter drücken).
Eine spezielle Bauform von Presskabelschuh und als Steckkabelschuh bezeichnet stellen die vor allem in der Autoelektrik üblichen Flachstecker in Kombination mit einem Presskabelschuh dar. Diese kostengünstige Bauform kommt in verschiedenen Größen sowohl als Stecker als auch Buchse vor, ausgeführt ohne Isolierung, mit Halb- oder Vollisolierung, und ermöglicht zu Servicezwecken das leichte Trennen einer elektrischen Verbindung. Diese Bauform ist umgangssprachlich auch unter dem registrierten Handelsnamen Faston bzw. als Faston-Stecker bekannt.
Presskabelschuhe werden für Kupferleiter, jedoch insbesondere auch bei Aluminiumleitern (große Querschnitte in Stromnetzen) eingesetzt.

### Rohrkabelschuhe
Neben Presskabelschuhen nach DIN 46235 gibt es auch Rohrkabelschuhe. Diese unterscheiden sich hinsichtlich ihrer Abmessung von den DIN-Kabelschuhen. Meistens sind sie kürzer und haben eine andere Rohrabmessung. Im Gegensatz zu Rohrkabelschuhen weisen Presskabelschuhe eine Markierung für die Pressung auf.
Die Hülsen der Rohrkabelschuhe sind geschlossen, die der Quetschkabelschuhe haben eine Öffnung. Je nach Modell haben Rohrkabelschuhe ein kleines Sichtloch. Rohrkabelschuhe eignen sich im Gegensatz zu Quetschkabelschuhen auch für eindrähtige Massivleiter. Rohrkabelschuhe werden aus einem Rohr hergestellt und Quetschkabelschuhe aus Blechen, wodurch sie eine Lötnaht aufweisen.

## Montage
Ein mit einem Kabelschuh zu versehendes Kabelende wird zunächst in seinem Endbereich abisoliert. Die Abisolierlänge und die verwendbaren Leiterquerschnitte sind für jeden Kabelschuh vom Hersteller spezifiziert. Anschließend wird ein Kabelschuh auf den abisolierten Endbereich aufgesetzt. Crimp- und Presskabelschuhe werden dann mittels einer speziellen Crimp- bzw. Presszange oder einer Presse mit entsprechendem Gesenk verformt. Auf diese Weise wird ein Kraftschluss und eine elektrisch leitende Verbindung zwischen dem Kabel und dem Kabelschuh gewährleistet. 
Presszangen hinterlassen oft eine Kennzeichnung im Kabelschuh, sie besitzen dazu im Gesenk eine Gravur. Das dient der Qualitätskontrolle.

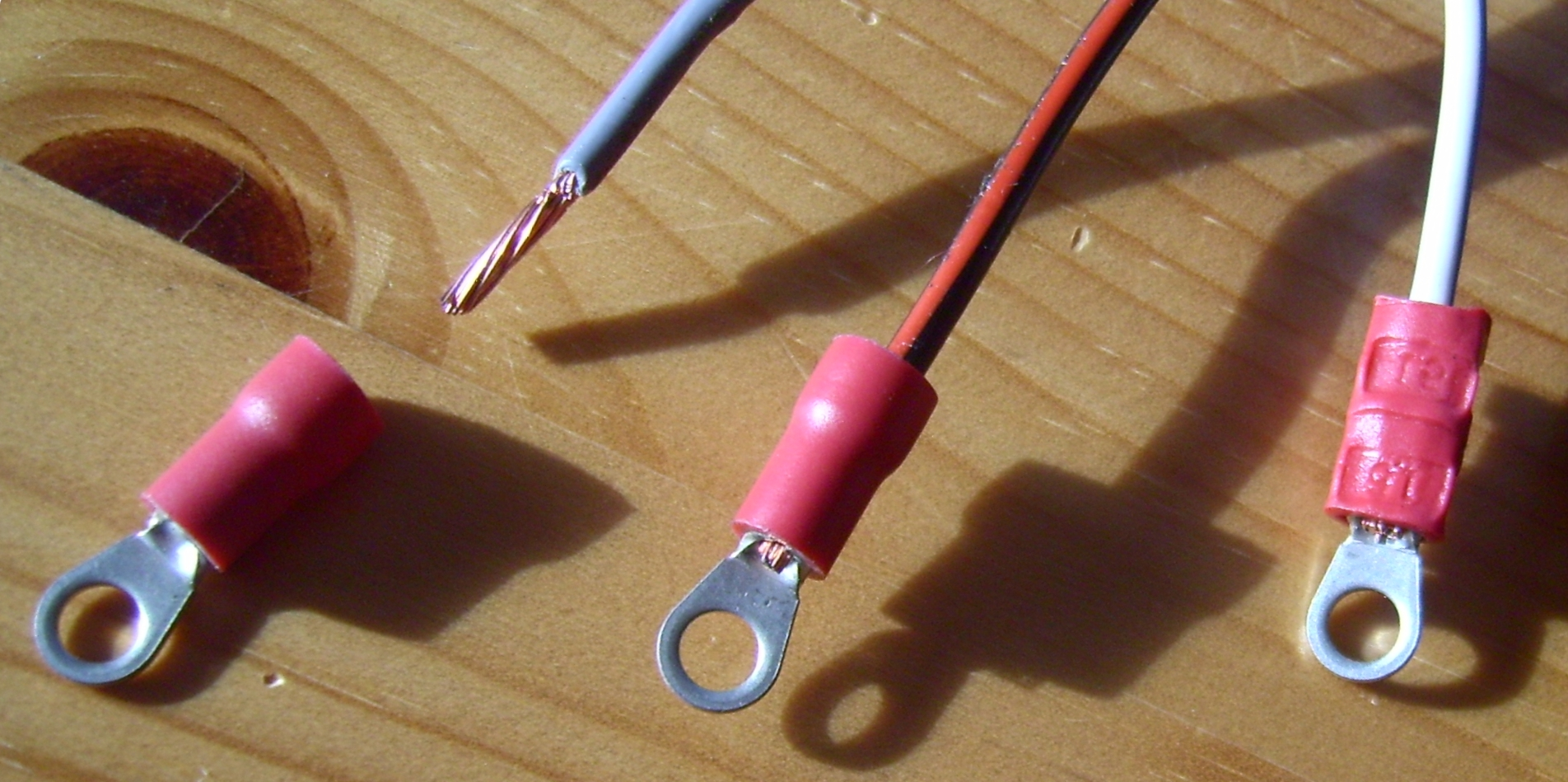
Die drei Arbeitsschritte beim Pressen
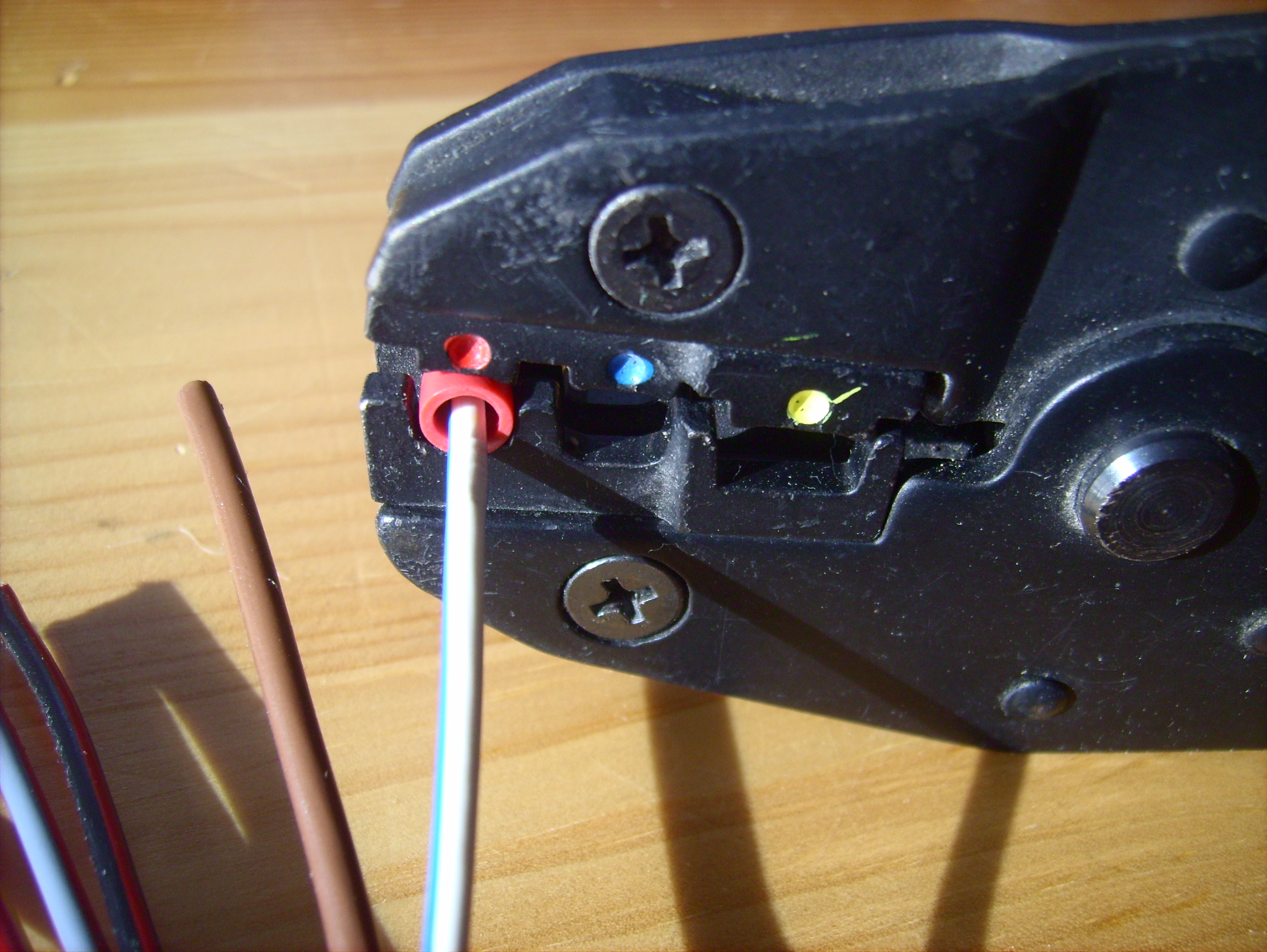
Ein Kabelschuh in einer Presszange während des Pressvorgangs
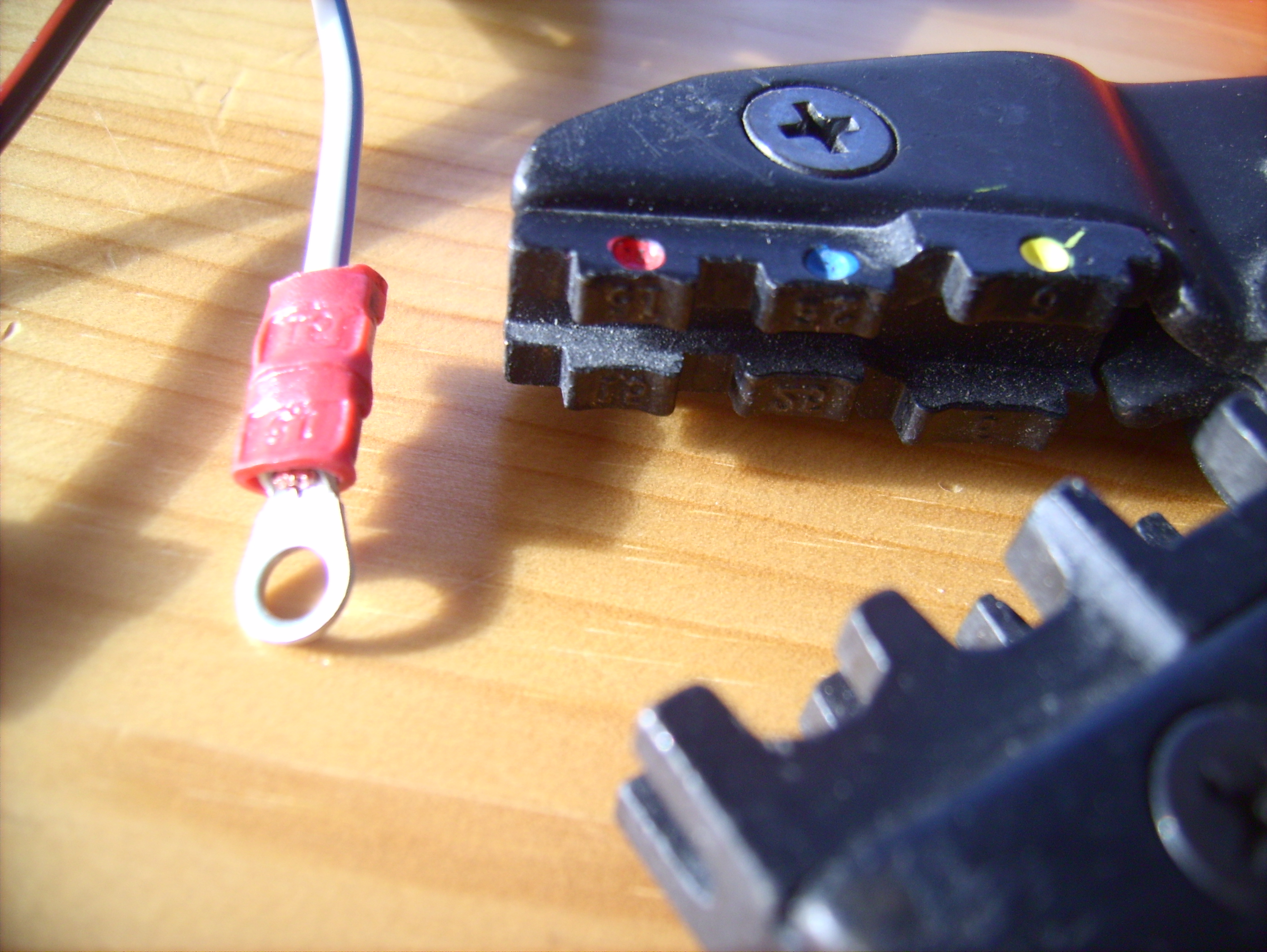
Ein fertig gepresster Kabelschuh mit eingequetschter Kennzeichnung, dazu die Zange mit entsprechender Gravur
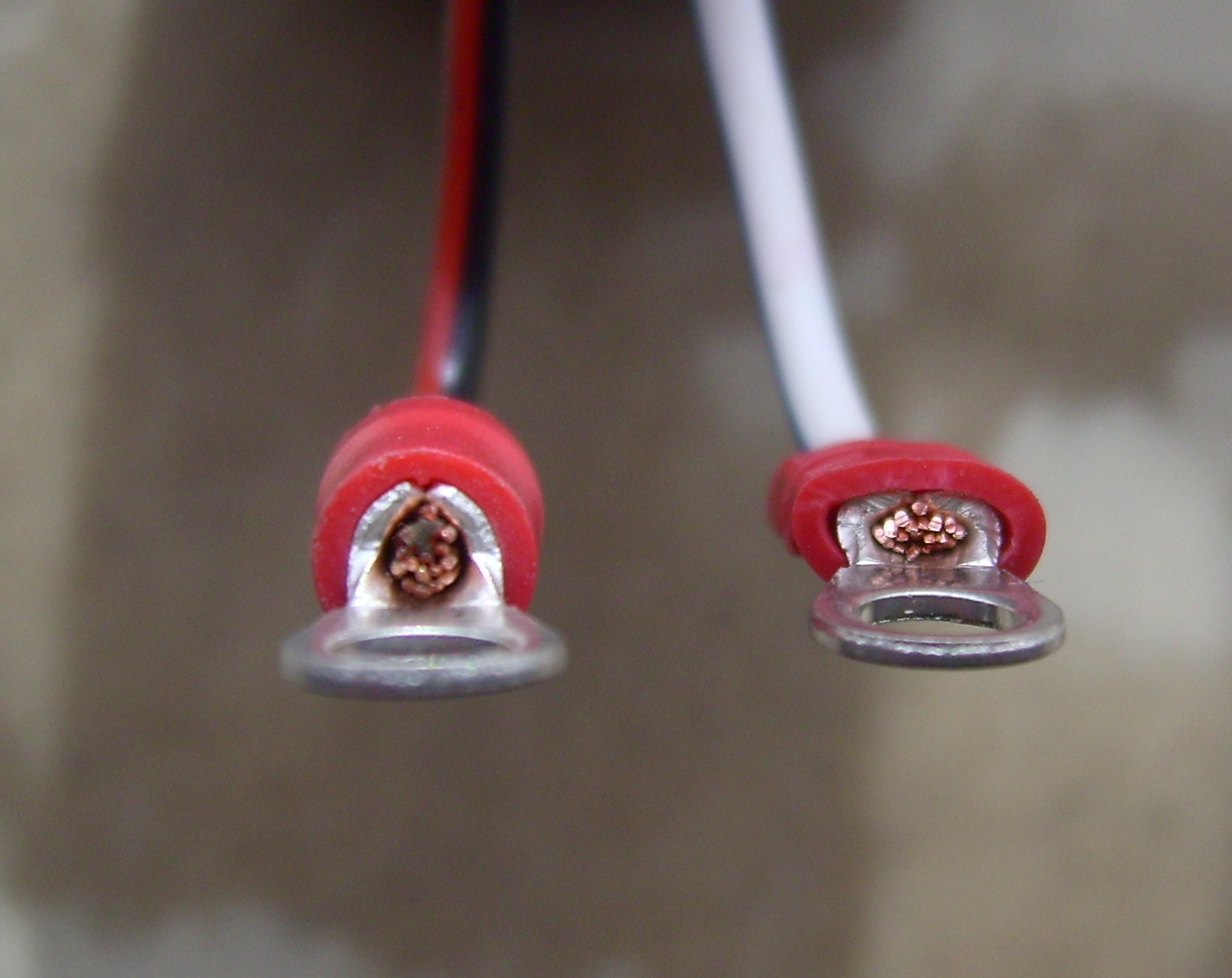
Zwei Kabelschuhe; vor (links) und nach dem Pressen (rechts)

Lötverbindungen werden nur noch selten verwendet, da fachgerecht ausgeführte Crimp- und Pressverbindungen wesentlich zuverlässiger sind.

## Werkzeuge

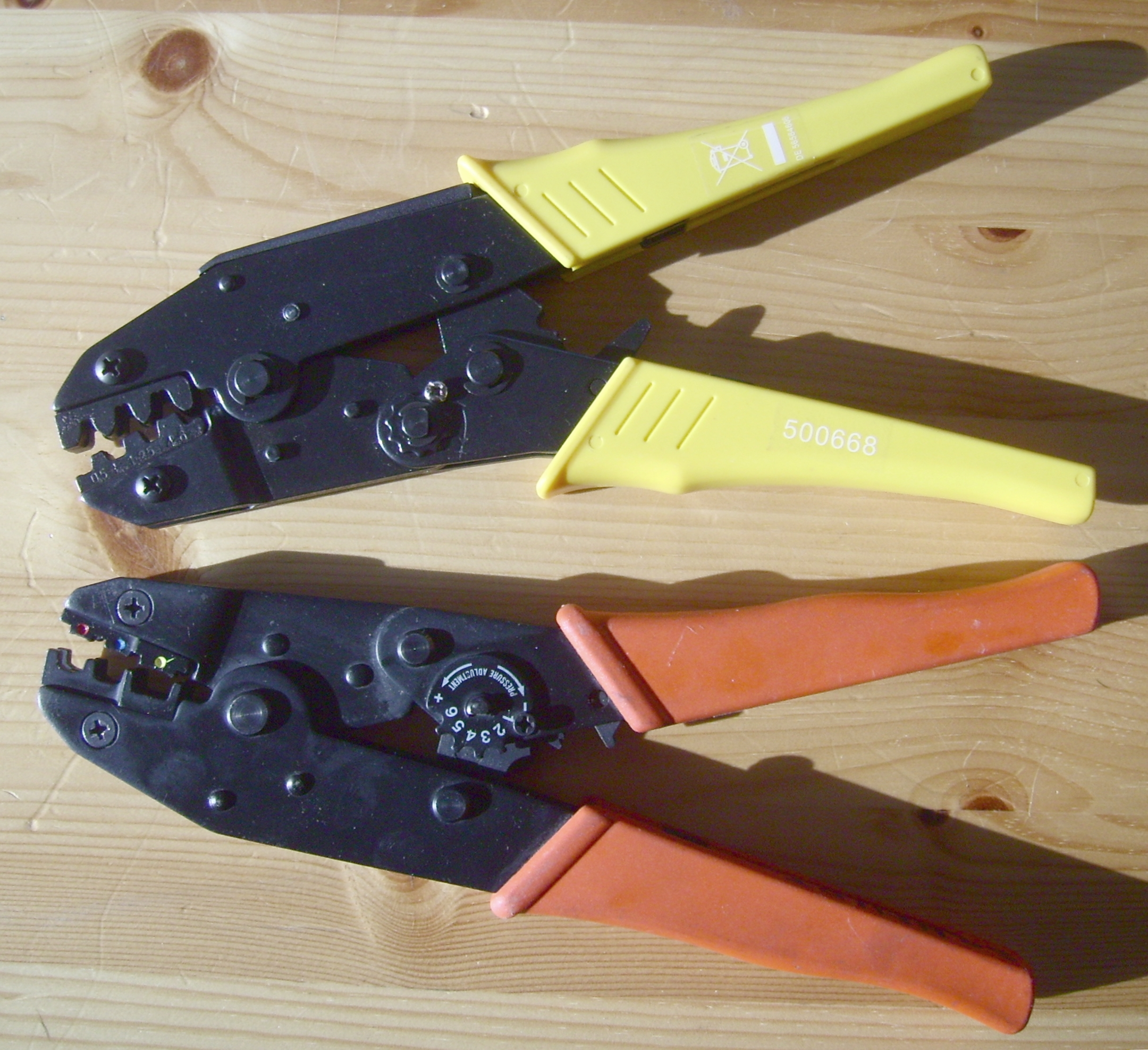
Zwei Zangen mittlerer Qualität für Kabelschuhmontage; oben eine Crimpzange für unisolierte offene Kabelschuhe, unten eine Presszange für isolierte Kabelschuhe (Farbkennungen rot, blau, gelb)

Crimp- und Presszangen sind Spezialwerkzeuge für kleine Stückzahlen. Sie und auch mechanisierte Lösungen besitzen ein oder mehrere Gesenke zur Verarbeitung eines oder mehrerer Querschnitte eines bestimmten Kabelschuhtyps.

Oft besitzen die Zangen eine Vorrichtung, die den Kabelschuh erst dann wieder freigibt, wenn der erforderliche Pressdruck aufgebracht worden ist.
In der Fertigung werden Crimp- und Presskabelschuhe mit Pressen (von Hand eingelegt oder vollautomatisiert samt Abisolation) montiert. Für den mobilen Einsatz bei Arbeiten am Stromnetz gibt es motorisierte hydraulische Pressen, um vor Ort große Querschnitte verpressen zu können.